# Alex Coomber
Alex Coomber, właśc. Alexandrea Andrea Coomber z d. Hamilton (ur. 28 grudnia 1973 w Antwerpii) – brytyjska skeletonistka pochodzenia belgijskiego, brązowa medalistka olimpijska, wicemistrzyni świata oraz trzykrotna zdobywczyni Pucharu Świata.

## Kariera
Skeleton zaczęła trenować w 1997 roku. Wcześniej uprawiała także lekkoatletykę i rugby. Po ukończeniu Uniwersytetu Oksfordzkiego wstąpiła do Królewskich Sił Lotniczych, w których służy do dziś.
Podczas pierwszych w historii kobiecych zawodów skeletonowych na igrzyskach olimpijskich w Salt Lake City była jedną z faworytek do zwycięstwa, jednak podczas jednego z treningów przed startem złamała nadgarstek. Mimo kontuzji wzięła udział w zawodach i ostatecznie zajęła 3. miejsce, zdobywając brązowy medal. W zawodach tych wyprzedziły ją jedynie dwie reprezentantki USA: Tristan Gale i Lea Ann Parsley. Jej krążek był jedynym, jaki Wielka Brytania zdobyła na tych igrzyskach. Był to jej pierwszy i jedyny w karierze start na zimowych igrzyskach olimpijskich. Po igrzyskach w Salt Lake City zakończyła karierę sportową.
Na rozgrywanych rok wcześniej mistrzostw świata w Calgary w 2001 roku zdobyła srebrny medal, rozdzielając na podium Mayę Pedersen ze Szwajcarii i Tricię Stumpf z USA. Ponadto trzykrotnie zwyciężała w klasyfikacji końcowej Pucharu Świata w skeletonie.